# Cristina da Dinamarca
Cristina da Dinamarca (em dinamarquês:  Christine af Danmark; novembro de 1521 – 10 de dezembro de 1590) foi uma princesa Dinamarquesa, a filha mais nova de Cristiano II da Dinamarca e Noruega e de Isabel de Habsburgo.
Era sobrinha dos imperadores Carlos V e Fernando I, e das rainhas-consorte Leonor da França, Maria da Hungria e Catarina de Portugal.
Por casamento, tornou-se Duquesa de Milão. Após a morte do marido voltou a casar, tornando-se Duquesa da Lorena. Foi regente da Lorena de 1545 a 1552 durante a menoridade do filho.
Foi ainda pretendente às coroas da Dinamarca, Noruega e Suécia de 1561 a 1590. De 1578 a 1584 foi também Senhora soberana de Tortona.

## Biografia
Cristina nasceu em Nyborg no centro da Dinamarca em 1521. A 20 de janeiro de 1523, os nobres forçaram seu pai a abdicar e ofereceram o trono ao tio, o duque Frederico de Holstein. Cristina e a irmã acompanharam os pais para o exílio em Veere, na Zelândia sendo educadas pelas regentes dos Países Baixos, a sua tia-avó (a arquiduquesa Margarida de Áustria) e a sua tia (Maria da Hungria), uma vez que a mãe morrera em 19 de janeiro de 1526 e o pai, o deposto rei Cristiano II, fora feito prisioneiro, em 1532, ao tentar reconquistar o trono.
Nesse mesmo ano, o seu irmão morreu, fazendo dela a segunda na linha de sucessão ao trono de seu pai, após a irmã mais velha, Doroteia.
A sua tia, a regente dos Países Baixos, deu-lhe uma excelente educação sob a supervisão da governanta, Madame de Fiennes. Cristina era descrita como de grande beleza, inteligente e vivaça, gostando de caçar e montar. Estando sob a tutela do tio, o imperador Carlos V, e como membro da Casa imperial, ela era uma peça importante da política de alianças matrimoniais. Em 1527, Tomás Wolsey, Primaz da Inglaterra, sugeriu que o filho ilegítimo do rei Henrique VIII de Inglaterra, se casasse com Cristina ou com Doroteia, mas os Habsburgos não pretendiam que nenhuma das princesas casasse com um príncipe ilegítimo.
Em 1531, o Duque de Milão Francisco II Sforza propos casar com uma das irmãs, uma vez que ele pretendia uma aliança com a casa imperial. Carlos V recusou-lhe o casamento com Doroteia, mas concordou que ele casasse com Cristina.

## Duquesa de Milão
A 23 de setembro de 1533, em Bruxelas, Cristina casou por procuração com Francisco II Sforza, através do seu representante o Conde Massimiliano Stampa. A 3 de maio de 1534, Cristina fez a sua entrada oficial em Milão no meio de grandes festividades e, a 4 de maio, a cerimónia de casamento teve lugar no salão da Rocchetta. 
A relação de Cristina com Francisco era considerada boa, e ela era bastante popular em Milão, onde era vista como um símbolo de paz e esperança após décadas de guerra, sendo a sua beleza muito admirada. Ela gostava de caçar e o palácio foi redecorado e embelezado para ela. Quando ela teve direito à sua própria corte, a principal dama de honor foi Francisca Paleóloga de Monferrato, esposa de Constantino Comneno, Príncípe titular da Macedónia, que viria a tornar-se uma das suas maiores amigas. 
Francisco II Sforza já estava bastante fraco e a sua saúde nunca recuperou de uma tentativa de envenenamento ocorrida alguns anos antes, pensando-se que ele nunca mais conseguiria ter filhos e que morreria sem herdeiros. Nesse caso, e de acordo com as disposições testamentárias, o Ducado de Milão tornar-se-ia parte do Império. Ela e Francisco não tiveram descendência.
Francisco II Sforza morreu em outubro de 1535, deixando Cristina viúva apenas com treze anos. Como viúva, ela tinha direito ao senhorio da cidade de Tortona, ao passo que o Ducado de Milão foi incorporado no Império. Contudo, Massimiliano Stampa permaneceu na administração do Ducado enquanto castelão de Milão e Cristina manteve-se na residência ducal. Carlos V apoiou os seus desejos de ficar em Milão, onde ela era muito popular e onde a sua presença era vista como uma proteção para a independência milanesa . Como forma de preservar essa independência, Stampa sugeriu que ela casasse com o herdeiro do trono de Saboia, o príncipe Luís do Piemonte, plano que veio a abortar dada a morte prematura do potencial noivo. O Papa Paulo III sugeriu que ela casasse com o filho da sua sobrinha, Cecília Farnésio que, apesar de poucos anos mais velho que ela, fora criado como seu enteado na corte de Milão, dada a morte da mãe. Quando o rei francês repetiu as suas pretensões sobre Milão em nome do seu filho, o duque de Orleães, foi sugerido o casamento de Cristina com o filho mais novo do monarca francês, o duque de Angoulême, mas o imperador Carlos V recusou a aliança a não ser que o ducado fosse atribuído a Angoulême e não a Orleães. Cristina acolheu a duquesa Beatriz de Sabóia, quando a Saboia foi ocupada pelos Franceses, estando presente no encontro de Beatriz com o Imperador, ocorrido em Pavia em maio de 1536. Em dezembro desses mesmo ano, Milão foi oficialmente colocado sob o comando de um oficial imperial, e Cristina foi escoltada até Pavia. Ela manteve o título de Senhora de Tortona, e nomeou um governador que gerisse a cidade que recebera em dote.
Em outubro de 1537, Cristina foi viver para a corte da sua tia, a Governadora dos Países-Baixos, a rainha viúva Maria da Hungria, passando por Innsbruck, visitando a sua irmã no Palatinado antes de chegar a Bruxelas em dezembro. Cristina era a sobrinha favorita de Maria.

## Primeira viuvês

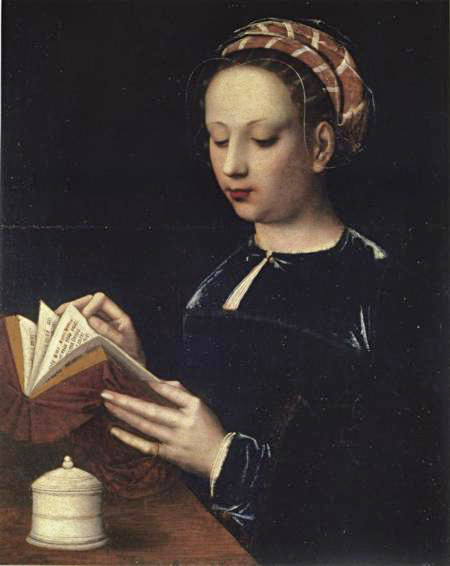
Cristina da Dinamarca

Após Jane Seymour, a terceira mulher de Henrique VIII, morta em 1537, Cristina chegou a ser considerada como possível noiva para o rei inglês. Foi encomendado ao pintor alemão Hans Holbein, o jovem, quadros de senhoras nobres consideradas como potenciais rainhas inglesas. Em 10 de março de 1538, Holbein chegou a Bruxelas com o diplomata Philip Hoby para encontrar Cristina. Foi combinado um encontro onde Cristina serviu de modelo para o quadro durante três horas vestindo um vestido de luto. Os seus aposentos em Bruxelas estavam forrados com veludo e damasco negros. Cristina, que na altura tinha apensa dezasseis anos, não fazia segredo da sua oposição em casar com o rei de Inglaterra, que tinha a reputação em toda a Europa de maltratar as suas esposas. Henrique, divorciara-se da primeira mulher, Catarina de Aragão, e mandara decapitar a sua segunda mulher, Ana Bolena. Ela terá afirmado, "Se eu tivesse duas cabeças, uma estaria à disposição do rei inglês". Também era óbvio que Maria da Hungriaz não estaria nada entusiasmada com essa aliança, uma vez que não admirava Henrique VIII. Henrique insistiu no casamento até janeiro de 1539, altura em Maria deixou bem claro que essa aliança nunca teria lugar. Thomas Wriothesley, o diplomata inglês em Bruxelas, aconselhou Thomas Cromwell a que o rei Henrique devia esquecer essa possibilidade.
Guilherme, Duque de Cléves, propôs casamento a Cristina. Guilherme fora feito duque de Gueldres por vontade do último duque que morrera sem geração, o que, desde logo, fora contestado pelo imperador que desejava incorporar Gueldres no Império. Foi também contestado pelo Duque da Lorena, que via a Gueldres como sua propriedade por herança de Filipa de Gueldres, e o fim dessa proposta era assegurar o apoio do imperador à sua sucessão na Gueldres contra as pretensões da Lorena. Outros potenciais noivos incluíam Francisco, herdeiro do Ducado da Lorena, e António, Duque de Vendôme, mais tarde conhecido como António de Navarra. A proposta de Guilherme de Cleves fora recusada por Carlos V por causa da questão de Gueldres.
Por seu lado, Cristina estava apaixonada por Renato de Châlon, Príncipe de Orange em 1539-40. Notava-se na Corte que Renato a cortejava e os sentimentos eram mútuos. Um eventual casamento por amor era apoiado por Doroteia, a irmã de Cristina, e pelo seu cunhado Frederico II, Eleitor Palatino, que afirmava que gostaria que a cunhada casasse por amor caso pudesse. A tia e regente, Maria de Habsburgo, tolerou o namoro de forma não oficial, mas nunca tomou qualquer posição oficial uma vez que ela queria que o seu irmão, o imperador, definisse que tipo de casamento político é que pretendia para Cristina, antes de permitir qualquer casamento por amor. Em outubro de 1540, Carlos V forçou Renato de Orange a casar com Ana da Lorena e depois declarou Cristina noiva do irmão de Ana, Francisco da Lorena, para fortalecer a aliança entre o Império e a Lorena que ficara comprometida com a questão da Gueldres.
Em fevereiro de 1540, Cristina ajudou a irmã Doroteia, que fora enviada ao Imperador pelo marido, o eleitor Frederico, para defender a causa do seu pai, e impedir a renovação das tréguas entre os Países Baixos e o rei Cristiano III da Dinamarca. Após consultar o Arcebispo Carondelet e Nicolas Perrenot de Granvelle (conselheiros do Imperador), Doroteia e Cristina enviaram a seguinte petição ao Imperador: 
"A minha irmã e eu, vossas humildes e dedicadas filhas, suplicamos-vos, como fonte de toda a justiça, que tenhais compaixão de nós. Abri as portas da prisão, que apenas vós podeis fazer, libertai o meu pai, e aconselhai-me como posso obter o reino que é meu pelas leis de Deus e do Homem." 
Contudo, o apelo delas não teve qualquer sucesso.

## Duquesa da Lorena
A 10 de julho de 1541, Cristina casou com Francisco, Duque de Bar (que viria a ser duque da Lorena), em Bruxelas. Francisco fora prometido a Ana de Cleves, que veio a ser a quarta mulher de Henrique VIII. Em agosto, Cristina e Francisco chegaram a Pont-à-Mousson, na Lorena, onde visitaram a duquesa viúva Filipa, continuando para a capital, Nancy escoltados pela família Guise. Em novembro de 1541, Cristina, o marido e o sogro, visitaram a corte Francesa em Fontainebleau, onde foram forçados a ceder o forte de Stenay à França. Cristina impediu que isto causasse uma fratura entre a Lorena e Imperador. Durante a Guerra entre a França e o Imperador em 1542, ela viveu na corte francesa por diversas ocasiões , visitando a sua tia, a rainha Leonor. Em fevereiro de 1544, Cristina e a irmã Doroteia visitaram o imperador em Espira, para lhe implorarem que fizesse a paz com a França, embora sem sucesso.
Em 19 de junho de 1544, Francisco sucedeu ao pai como Duque da Lorena. Em julho, ele e Cristina receberam o Imperador na Lorena, mas não conseguiram convencê-lo a iniciar as negociações de paz. Em agosto, o Imperador ordenou que a residência da família Guise, em Joinville, fosse poupada pelos exércitos  Imperiais a pedido de Cristina, favor que ela solicitara por consideração com a sua cunhada, Ana da Lorena. No mesmo mês, Carlos V pediu a Cristina para impedir Francisco de visitar a corte Francesa, uma vez que via isto como a celebração de negociações de paz, mas o duque já havia partido. Quando a guerra finalmente acabou nesse mesmo ano, Cristina esteve presente na celebração da paz em Bruxelas.
Cristina atuou como conselheira política de Francisco. Isto foi notado durante o Concelho de Espira, em 1544. A relação do casal era descrita como feliz: partilhavam um interesse comum por música e arquitetura, e planeavam redecorar o palácio de Nancy. Cristina chegou a referir-se como a mulher mais feliz no mundo.

## Regente da Lorena
Francisco morreu em 12 de junho de 1545, deixando Cristina como regente da Lorena e guardiã do filho menor. O seu testamento foi contestado por um partido dirigido por João de Salm, que via em Cristina um instrumento do Imperador, pelo que pretendia colocar o seu cunhado como co-regente. Cristina, que se encontrava grávida na altura, adiou o funeral, retirou-se para a sua propriedade de viuvês, e enviou uma mensagem a Carlos V. A 6 de agosto, após a mediação do Imperador, Cristina e o cunhado foram declarados co-regentes durante a menoridade do duque, sendo necessário o selo de ambos para a emissão de qualquer ordem, embora Cristina fosse a principal regente e guardasse a custódia do filho. Em outubro de 1546, ela recebeu o rei francês em Bar, que tentou convencê-la a casar com o Conde de Aumale. Contudo, ela recusou voltar a casar. Cristina esteve presente na Dieta de Augsburgo em 1547 com a tia Maria da Hungria e com a sua cunhada, Ana de Lorena, princesa viúva de Orange. 
Foi discutido um casamento entre Cristina e o rei Sigismundo II da Polónia durante a Dieta. Ela foi também cortejada pelo Margrave Alberto de Brandeburgo, Senhor de Culmbach e Burgrave de Nuremberga, cuja atitude apaixonada por ela chamaram as atenções. Ela opôs-se ao casamento do seu cunhado Nicolau de Vaudemont com Margarida de Egmont, porque temia que desagradasse a França. Em março de 1549, fez uma visita oficial a Bruxelas para estar presente na cerimónia de boas vindas ao príncipe Filipe de Espanha aos Países Baixos. Nessa ocasião, Filipe deu–lhe tanta atenção que provocou descontentamento, ao ponto dela ter regressado à Lorena para evitar quaisquer complicações. Na Lorena, Cistina foi cuidadosa para manter boas relações com a família Guise, que mantinham relações próximas com a corte de França, tendo fortificado Stenay, Nancy e outras posições contra um esperado ataque francês. Em setembro de 1550, ela mandou que Carlos, o Temerário, fosse re-sepultado na Lorena. No mesmo ano, participou na Dieta de Augsburgo pela segunda vez, sendo saudada como anfitriã dos príncipes aí presente. Em maio de 1551, recebeu na Lorena a sua irmã e o cunhado, os eleitores Palatinos.
Em setembro de 1551, a França preparou-se para a Guerra contra o Império. Estando entre os aliados do Império, a Lorena estava em perigo imediato. Cristina tentou aliar-se com os Guise, enviando avisos ao Imperador e solicitando, quer a ele quer à sua tia Maria da Hungria, auxílio para defender a Lorena, uma vez que se assistia aos preparativos dos franceses ao longo da fronteira. Ela avisou que a Lorena não dispunha de exército próprio, e que existia oposição ao imperador entre a nobreza local, o que facilitaria uma eventual invasão francesa. Em 5 de fevereiro de 1552, Henrique II de França marchou em direção à fronteira alemã, atingindo Joinville no dia 22. Cristina, que falhara em obter auxílio dos Países Baixos e do Imperador, viajou a 1 de abril, para se encontrar com a duquesa Antonieta de Guise, em Joinville, na companhia da princesa viúva Ana da Lorena, para solicitar que o monarca francês respeitasse a neutralidade da Lorena. O seu apelo foi bem sucedido, e o rei assegurou que a Lorena não ficaria em perigo de voltar a ser atacada.
Em 13 de abril de 1552, a França invadiu o ducado da Lorena, e o Rei de França entrou na sua capital, Nancy. No dia seguinte, Cristina foi informada que se encontrava desprovida da custódia do filho, que o rei levaria consigo quando se retirasse e que seria criado na corte Francesa, e que ela, bem como quaisquer outros oficiais Imperiais na Lorena estavam desprovidos de quaisquer funções oficiais no governo da Lorena. Todos os funcionários imperiais deviam deixar o ducado; a Cristina não foi pedido que saísse, mas foram-lhe retiradas quaisquer funções na regência, e a Lorena seria governada apenas pelo anterior co-regente, o duque de Vaudemont, a quem seria pedido que fizesse um juramento de lealdade à França. Numa célebre ocasião, Cristina entrou no salão das Galerie des Cerfs, onde o rei e a sua corte se encontravam reunidos. Vestida com o seu vestido negro de viúva e com um véu branco, suplicou que levasse tudo o que quisesse exceto o seu filho. Esta cena foi descrita de uma forma tocante por um cortesão presente, mas o rei respondeu simplesmente que a Lorena estava demasiado próxima da fronteira inimiga para que ele deixasse o seu filho, e acompanhou-a para o exterior. 
Cristina retirou-se para a sua residência de viúva em Deneuvre. Em maio de 1552, o seu cunhado, Vaudemont, informou-a dos seus desejos de abrir os portões ao exército imperial. Mas as suas cartas acabaram por ser intercetadas, após o que o rei de França ordenou-lhe que deixasse a Lorena. Dado o estado de guerra em que se vivia naquela área, não lhe foi possível atingir os Países Baixos, refugiando-se em Schlettstadt, até que pudesse reunir-se com o tio, o Imperador, quando este atingiu a área com o seu exército, em setembro. Então, partiu para a corte da sua irmã em Heidelberga, capital do Palatinado, com as suas filhas e a sua cunhada Ana de Lorena e dai, finalmente, chegou a Bruxelas, onde se localizava a corte da sua tia Maria.

## Exílio
Cristina recebeu propostas de casamento do rei Henrique III de Navarra, de Adolfo de Holstein, do príncipe do Piemonte e de Alberto do Brandeburgo. O último, prometia-lhe recuperar o reino de seu pai para ela própria. Contudo ela recusou todas as propostas uma vez que se concentrara nas negociações com a França para recuperar a custódia de seu filho. Ela esteve presente na abdicação do imperador Carlos V, em Bruxelas, em outubro de 1555, seguida pela cerimónia onde a sua tia Maria da Hungria deixava a regência dos Países Baixos. Despediu-se deles quando partiram para Espanha, em outubro de 1556. O imperador sugeriu que o duque Emanuel Felisberto de Saboia devia casar com ela e, em simultâneo, fosse nomeado governador dos Países Baixos, mas embora ele tivesse substituído Maria como governador nesse ano, o casamento nunca se veio a realizar.
Após a Guerra entre a França e o Império ter acabado, ela solicitou aos franceses autorização para regressar à Lorena e reunir-se, ali, a seu filho, situação que não foi possível. O monarca francês declarou, em 1556, que o duque devia ser declarado legalmente maior de idade e que a sua pretensão à regência era discutível. Além disso, o rei Filipe II não queria dar-lhe autorização para deixar Bruxelas, uma vez que a sua companhia e popularidade nos Países Baixos eram uma vantagem que ele pretendia usar.
Cristina visitou a Inglaterra pela primeira vez em abril de 1555, embotra não tenhamos muita informação dessa deslocação. No período de fevereiro a maio de 1557, ela e Margarida de Parma visitaram a corte de Maria I de Inglaterra. A rainha Maria deu um grande banquete de boas vindas em Whitehall. Surgiu um rumor de que com a visita elas planeavam levar a Princesa Isabel para que ela se viesse a casar com Emanuel Felisberto, Duque de Saboia. Estes planos de casamento foram bloqueados pela Rainha. Cristina deixou uma boa impressão em Londres durante a sua visita, tendo feito amizade com Lorde Arundel e Lorde Pembroke, visitando vários santuários Católicos, tendo-lhe sido mostrada a Torre de Londres. Contudo, parece ter havido algum desconforto da parte da Rainha Maria, pela atenção e afeto que o rei Filipe lhe deu. Também lhe foi negada uma visita à princesa Isabel, que, na altura, era mantida em isolamento em Hatfield. Em maio, Cristina regressou aos Países Baixos.
Cristina obteve finalmente, através de negocições mantidas pelo seu cunhado Nicolau de Vaudemont, autorização para encontrar-se com o filho. O encontro teve lugar na localidade de Marcoing, na fronteira, em maio de 1558. Ela foi convidada para o seu casamento em Paris em 1559, mas declinou uma vez que se encontrava de luto pela sua tia e mãe-adotiva, Maria da Hungria, e porque já aceitara a tarefa de presidir à conferência de paz entre a França e a Espanha.
Assim, entre setembro e outubro de 1558, Cristina presidiu como mediadora nas negociações de paz de Cercamp, interrompidas pela morte de sua tia, Maria da Hungria. Quando as negociações foram retomadas, ela voltou a presidir à conferência, que teve lugar em Le Cateau-Cambrésis, entre fevereiro e abril de 1559. O tratado de paz foi visto como um triunfo das capacidades diplomáticas de Cristina.
Quando o Duque de Saboia resignou ao seu cargo de Governador dos Países Baixos Espanhóis em maio de 1559, Cristina era uma escolha popular para a sua sucessão. A sua popularidade era grande em todas as classes dos Países Baixos, onde fora criada e onde era vista como uma local. Ela tinha fortes ligações com a nobreza local, e os seus sucessos durante as conferências de paz em Cercamp e Câteau-Cambrésis deram-lhe boa reputação como diplomata. No verão de 1558 ela já fora sugerida para o cargo. Contudo, as suas vantagens não funcionaram a seu favor, uma vez que o rei Filipe II de Espanha considerava como suspeita a sua popularidade com os locais e, em especial, a sua amizade com o príncipe Guilherme III de Orange. Assim, em junho, Margarida de Parma foi nomeada, o que causou um conflito entre as duas. Em outubro Cristina viajou para a Lorena onde se juntou a seu filho Carlos e à mulher.

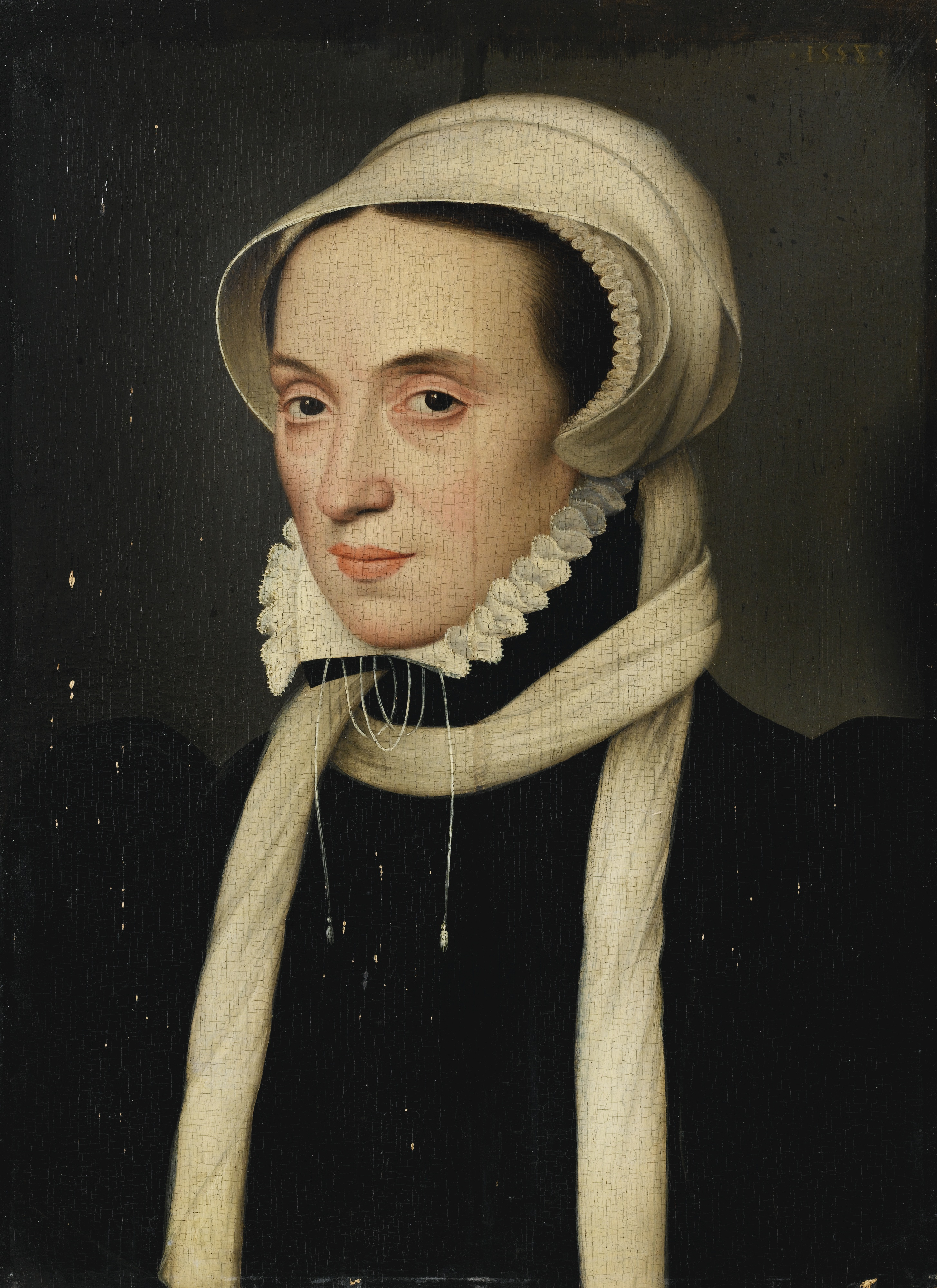
Cristina da Dinamarca, duquesa de Milão e da Lorena, 1558, por François Clouet

## Pretendente
Na Lorena, Cristina serviu com conselheira do filho, especialmente quanto à recuperação das finanças do estado loreno muito debilitadas com a guerra, ganhando a lealdade da nobreza local, e ajudando a nora a nas receções oficiais. Em março de 1560 foi, de novo, nomeada regente da Lorena durante a ausência do filho e da nora na corte francesa. Esteve presente na coroação de Carlos IX, em Reims, em maio de 1561, e na do Imperador Imperador Maximiliano II, em Frankfurt, em 1562.
O seu filho Carlos fez a sua entrada oficial em Nancy (a capital do ducado), em maio de 1562, tomando oficialmente conta do governo. Contudo, continuou a confiar em Cristina como sua conselheira em assuntos de estado. Na sua qualidade de conselheira política do filho, que frequentemente delegava na mãe tarefas políticas, ela detinha uma forte posição na corte ducal Lorena, dado que também a sua nora Cláudia preferia passar o seu tempo na corte francesa, que visitava frequentemente. Contudo ela preocupava-se com a influência da rainha viúva Catarina de Médici, de quem ela desconfiava que pudesse tentar perturbar as suas relações com o filho, na tentativa de privá-la da influência nos assuntos de estado.
Pela morte do pai, prisioneiro na Dinamarca em 1559, a sua irmã mais velha assumiu o título de Rainha da Dinamarca. Contudo, sendo já viúva e não tendo descendência, Doroteia já não era considerada útil. Os lealistas dinamarqueses, liderados pelo exilado Peder Oxe, solicitaram que Cristina persuadisse Doroteia a suspender as pretensões a favor de Cristina e do filho. Cristina fez Oxe parte do Conselho Ducal e, em 1561, ela visitou Doroteia, convencendo a irmã a suspender as pretensões. Após isto, Cristina passou a usar o título de legítima rainha da Dinamarca, Noruega e Suécia. Em fevereiro de de 1563, ela era designada como Cristina, pela graça de Deus rainha da Dinamarca, Suécia e Noruega, Soberana dos Godos, Vândalos e Eslavónios, Duquesa do Eslévico, Dittmarsch, Lorena, Bar, e Milão, Condessa do Oldemburgo e Blamont, e Senhora de Tortona.

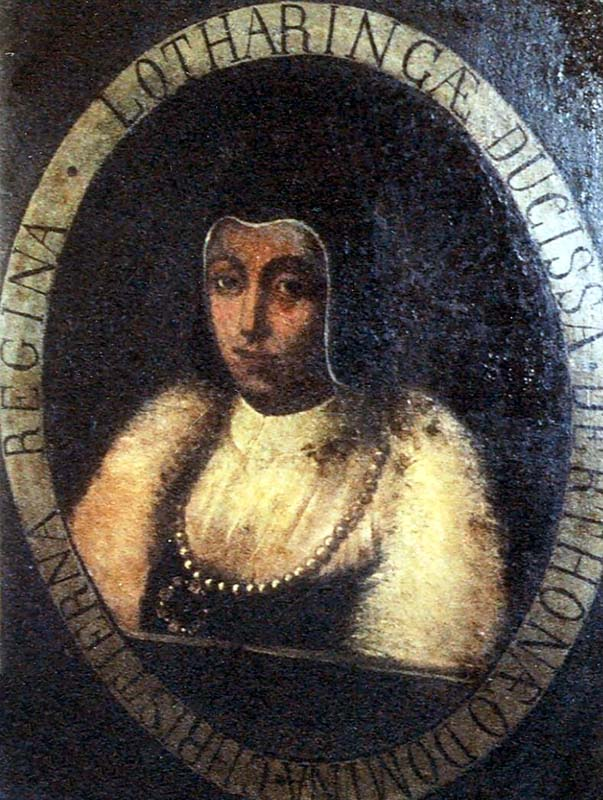
Cristina, cerca de 1575

Em 1561, Cristina planeou casar a filha Renata com o rei Frederico II da Dinamarca.  Contudo, com o início da Guerra Nórdica dos Sete Anos entre a Dinamarca e a Suécia em 1563, ela interrompeu esses planos. Ela foi ajudada por Peder Oxe, o aventureiro Wilhelm von Grumbach e seus aliados, que pretendiam destronar o seu primo em segundo grau, o rei Frederico II da Dinamarca, oferendo-lhe o trono, e aconselhando-a a reunir um exército com que invadisse a Jutlândia assegurando-lhe que ela serian bem recebida pela nobreza dinamarquesa que, na altura, se opunha ao monarca dinamarquês. De 1565 a 1567, Cristina negociou com o rei Érico XIV da Suécia a criação duma aliança entre a Suécia e a Dinamarca pelo casamento da sua filha Renata com Erico XIV. O planoconsistia em na conquista da Dinamarca por Cristina com o apoio da Suécia, plano com o qual Erico concordou, caso ela conseguisse o apoio do Imperador e das Províncias Unidas. Em 1566, Cristina emitiu uma medalha referindo-se a si própria como Rainha da Dinamarca, com o lema: Me sine cuncta ruunt (Sem mim tudo parecerá). Contudo, o seu tio o imperador Fernando I era contra o plano dado que afectaria o equilíbrio dos poderes na Alemanha, onde a Saxónia, sendo um forte aliado da Dinamarca, opunha-se às pretensões de Cristina. Da mesma forma, não foi possível obter o apoio de Filipe II de Espanha. A planeada aliança matrimonial da Lorena com a Suécia acabou finalmente por ruir quando Erico XIV casou com a sua amante plebeia Karin Månsdotter em 1567. Em 1569, Cristina ainda alimentava esperanças como pretendente ao trono dinamarquês, mas teve que enfrentar a resposta do Cardeal Granvelle, que afirmava que as Províncias Unidas nunca se voltariam contra a Dinamarca; that the Emperor would oppose it, and that Spain was occupied elsewhere. Com o fim da Guerra Nórdica dos Sete anosem 1570, Cristina nunca mais voltou a equacionar ativamente este tema.
Em junho de 1568, Cristina estava entre aqueles que solicitaram a Filipe de Espanha piedade para o Conde de Egmont. No mesmo ano, a sua filha Renata casou com o duque Guilherme V da Baviera. Cristina passou algum tempo na Baviera antes de regressar à Lorena em 1572.
Em agosto de 1578, ela viajou para Tortona, na Itália, um feudo que lhe fora dado pelo seu primeiro marido, e onde ela viverá até à sua morte, com o tratamento de "Senhora de Tortona ". Ela detinha poderes soberanos em Tortona para toda a vida, e participava ativamente no governo da cidade. O seu governo em Tortona teve uma boa reputação na história: diz-se que terá acabado com abusos, acabando com uma situação de dependência com Ravena, obteve a  restituição de privilégios perdidos, e protegeu os direitos de Tortona contra o odiado governo espanhol. Ela era popular em Tortona, recebendo frequentemente cidadãos com súplicas e convivendo com a nobreza milanesa local. Em junho de 1584, ela foi informada pelo Vice-rei espanhol que os seus direitos como soberana de Tortona estavam extintos daí em diante, embora ela estivesse autorizada a permanecer na residência e a viver do rendimento de Tortona enquanto fosse viva. Ela continuou a interceder pelos direitos de Tortona junto do Vice-rei.
O seu filho, Carlos III da Lorena, foi assim chamado em honra do seu tio, o Imperador Carlos V. As atuais famílias reinantes belga, espanhola e luxemburguesa descendem deste monarca, tal como as antigas famílias reinante da Áustria, Baviera, Brasil, França, Nápoles, Parma, Portugal, Sardenha/Itália e Saxónia
Do casamento da sua filha, Renata com Guilherme V da Baviera, descendem as atuais famílias reinante dinamarquesa, norueguesa e sueca tal como as antigas famílias reinantes da Grécia e da Rússia.

## Descendência
Do seu segundo casamento com o duque Francisco I da Lorena, Cristina teve três filhos:
| Nome                 | Retrato | Vida                                         | Notas |
| -------------------- | ------- | -------------------------------------------- | --- |
| Carlos III da Lorena |         | 15 de fevereiro de 1543 – 14 de maio de 1608 | casou a 19 de janeiro de 1559 com Cláudia de Valois. Com geração. |
| Renata               |         | 20 de abril de 1544 – 22 de maio de 1602     | casou em 22 de fevereiro de 1568 com Guilherme V, Duque da Baviera. Com geração.                                                                                     |
| Doroteia             |         | 24 de maio de 1545 – 2 de junho de 1621      | casou primeiro em 26 de novembro de 1575 com Erico II, Duque de Brunswick-Lüneburgo, e em segundas núpcias em 1597 com Marc de Rye, Marquês de Varambon. Sem geração |

## Representações culturais

### Video online
- Sobre o quadro de Holbein 'Christina of Denmark', editor: Smarthistory, Khan Academy;
- Humphrey Ocean sobre o quadro de Holbein 'Christina of Denmark', editor: National Gallery (UK).

### Televisão
O seu personagem foi interpretado pela atriz Sonya Cassidy num episódio de The Tudors.

### Literatura
- Helle Stangerup, In the Courts of Power, 1987.
- Marianne Malone, The Sixty-Eight Rooms, 2010.